# 류융푸
류융푸(劉永福, 1837년 10월 10일 ~ 1917년 1월 9일)는 청나라의 무관, 무술가이다. 하카계 출신으로 흑기군을 이끌고, 청불 전쟁에서 프랑스군을 물리치는 활약했다. 그로 인해 명성을 얻게 되었으며, 당경숭 등과도 친분을 다질 수 있었다. 이후 일본의 대만 침공 전쟁에서 당경숭이 저항군을 조직하는 것을 도왔다. 이후 당경숭을 이어 제2대이자, 최후의 대만민주국 총통 권한대행을 지냈다.

## 생애
류융푸는 1837년 10월, 청나라 남부 지방인 광동성 흠주(현재의 광시 좡족 자치구 팡청강시)에서 태어났다. 사춘기에는 건달들과 천지회에 참여를 했고, 오아종 휘하에 들어가 광시성과 윈난성의 국경 지방에서 무장 조직인 흑기군을 조직했다.

### 베트남 망명과 이후 청나라로 다시 금의환향
이후 광서제독 풍자재가 이끄는 군에 쫓겨나 유영복은 우아종을 따라 다낭으로 내려와 응우옌 왕조 사덕제의 허락을 받았다. 1868년 사덕 21년, 류융푸는 흥화성(興化省)의 보승(保勝, 현재의 라오까이성 바오탕현)에 근거지를 둔 하균창을 공격하여 전멸시키고, 보승을 자신의 근거지로 삼아 주변 토비를 평정했다. 당시의 베트남 북부 산지는 토비의 세력이 난립하고 있었고, 퓨융푸는 대남(大南)에 뿌리를 내린 뒤에도 독립 세력을 유지했다.
1873년(사덕 26년), 베트남의 수도 하노이가 프란시스 가르니에가 이끄는 프랑스군에 점령당했다. 사덕제로부터 구원 요청을 받은 유영복은 흑기군을 이끌고 가르니에를 토벌하고, 프랑스군을 쫓아냈다. 그 공적으로 베트남 황제로부터 ‘삼선정제독’(三宣正提督)에 임명되었으며, ‘일등의용남작’(一等義勇男爵)의 칭호를 받았다.
1885년, 청불 전쟁이 끝나자 류융푸는 베트남에서 귀국하였고, 흑기군을 해산시킨다. 하지만 1894년 청일 전쟁이 개시되자 청조로부터 다시 흑기군을 결성하여 타이완을 방위할 것을 명받는다.
1895년, 시모노세키 조약이 체결되면서 일본에 할양한 타이완에서 그 조약에 반대하는 운동이 일어나 대만민주국의 독립선언이 행해졌다. 이 사태에 류융푸는 민주국 정부로부터 대장군에 임명되어 타이베이 함락 후의 저항을 맡게 되었다.
대만민주국 총통인 탕징쑹과 국방군사통령 구봉갑(丘逢甲)이 샤먼으로 도망하게 되자, 류융푸는 타이난에서 대만민주국의 재흥을 노렸다. 민중으로부터 총통으로 취임을 부탁받았으나, 류융푸는 이를 거절하고 총통 권한대행 직위인 방변(幇弁)이라는 지위로 대만민주국 정부를 지휘하게 된다. 이렇게 대만민주국의 실질적인 수장이 된 후, 타이난에 의회를 설치함과 동시에 지폐를 발행하였다.
하지만 군사적인 우위에 있던 일본군에 지속적인 저항을 하는 데에 한계가 있었고 또한 청의 유력자에게서 지원을 얻을 수 없었던 상황에서 일본군이 타이난에 육박해오자 안핑(安平)으로, 다시 독일 선박을 타고 중국으로 도망하였다.
중국에 돌아간 류융푸는 1902년에 광둥성에서 석진총병(石鎮総兵)의 직위를 하사받았다.

### 청나라 멸망 이후에도 노련한 용장
1911년 신해혁명이 일어나자 광둥 민단 총장(廣東民團總長)에 임명되어 전투에 출정한다. 또 1915년 일본 정부로부터 위안스카이에 대한 21개조 요구 사건 때에도 다시 전투에 참가를 요청받는 등 평생 무관과 군인으로서 생활을 이어갔으나, 1917년 1월에 광둥성 친저우부 친현에서 병사하였다.

## 참고 자료
- Davidson, J. W., The Island of Formosa, Past and Present (London, 1903)
- Forbes, Andrew ; Henley, David (2011). Traders of the Golden Triangle. Chiang Mai: Cognoscenti Books. ASIN: B006GMID5
- Lung Chang [龍章], Yueh-nan yu Chung-fa chan-cheng [越南與中法戰爭, Vietnam and the Sino-French War] (Taipei, 1993)
- McAleavy, H., Black Flags in Vietnam: The Story of a Chinese Intervention (New York, 1968)
- Yosaburo Takekoshi, Japanese Rule in Formosa (London, 1907)
- Thomazi, A., La conquête de l'Indochine (Paris, 1934)
- Thomazi, A., Histoire militaire de l'Indochine française (Hanoi, 1931)

## 같이 보기
- 쉬잉쭝
- 흑기군
- 탕징쑹
- 훠위안자
- 쑨원
- 위안스카이
- 황페이훙
- 대만민주국